# Via Edmondo De Amicis
Via De Amicis è una via del centro di Milano facente parte del municipio 1. Via De Amicis inizia da corso di Porta Ticinese, in corrispondenza di Porta Ticinese, e termina dove inizia via Olona. Nelle immediate vicinanze della via si trovano le Colonne di San Lorenzo, l'omonima Basilica e la Basilica di Sant'Ambrogio.

## Storia
Prima di essere dedicata ad Edmondo De Amicis, negli anni dieci, era chiamata Via Vittoria. Prima dell'Unità d'Italia era chiamata, dal ponte di Porta Ticinese alla Pusterla dei Fabbri, "Strada della Vittoria", mentre il secondo tratto dalla Pusterla al ponte di San Vittore, "Strada del Ponte de' Fabbri".
Nel 1900 la Pusterla dei Fabbri fu demolita su delibera del consiglio comunale, in vista presumibilmente della copertura della cerchia dei Navigli e per agevolare lo sbocco di via Cesare Correnti verso corso Genova. L'arco della pusterla fu trasportato al Castello Sforzesco, dove è posizionato ancora oggi, anche se inizialmente fu collocato nella Corte Principale.
Il 23 giugno 1901 fu inaugurato il monumento a Cesare Correnti, realizzato dallo scultore Luigi Secchi.
Un elemento di spicco è la Chiesa di Santa Maria della Vittoria, che probabilmente diede il nome alla via prima di chiamarsi De Amicis. Fu costruita nel XIII secolo, faceva parte di un convento che dopo sostanziali modifiche venne trasformato in abitazioni e la chiesa fu "troncata". Oggi della chiesa, che originariamente aveva una pianta rettangolare, è rimasta solo l'abside.
Durante gli anni di piombo nella strada venne scattata da Paolo Pedrizzetti la famosa immagine di Giuseppe Memeo con la pistola, mentre prende di mira la polizia durante lo scontro di via De Amicis del 14 maggio 1977 durante il quali morì l'agente di polizia Antonio Custra.

## Nei media
- Il personaggio di Valentina, che diede fama al suo creatore Guido Crepax, vive a Milano in un appartamento di via De Amicis, la stessa in cui abitavano il fumettista e sua moglie.

## Trasporti
- Sant'Ambrogio